# Sergio (filme de 2009)
Sergio é um documentário estadunidense de 2009, dirigido por Greg Barker, com roteiro baseado na biografia Sergio: One Man's Fight to Save the World (no Brasil, O Homem que Queria Salvar o Mundo), de Samantha Power, ganhadora do Prêmio Pulitzer. 
Foi o último filme concluído pela montadora Karen Schmeer, morta por atropelamento em 2010. Pelo trabalho no documentário, Schmeer ganhou o prêmio de melhor montagem no Sundance Film Festival de 2009.

## Sinopse
O filme aborda a história do diplomata Sérgio Vieira de Mello, que trabalhou na ONU por mais de 34 anos e foi morto no atentado do Hotel Canal, no Iraque, em 19 de agosto de 2003. Inclui entrevistas com William von Zehle, primeiro-sargento do Exército dos EUA que passou horas tentando resgatar Mello, preso sob nove metros de concreto e destroços do prédio desabado..

## Premiações
- Sundance Film Festival – Estreia mundial - Park City, UT  2009 (Vencedor) – Melhor Montagem, Documentário Karen Schmeer
- True/False Film Festival Columbia, Missouri 2009
- Hot Docs Canadian International Documentary Festival Toronto, Canadá 2009
- Mountainfilm in Telluride Telluride, Colorado 2009 Audience Award (Vencedor)
- Expression En Corto San Miguel de Allende, México 2009
- Melbourne International Film Festival Melbourne, Austrália 2009
- Sarajevo Film Festival Sarajevo, Bósnia e Herzegovina 2009
- Zurich Film Festival Zurique, Suíça 2009
- Aspen FILMFEST Aspen, Colorado 2009 Audience Award (Vencedor), Melhor Documentário
- Internazionale a Ferrarra Itália 2009
- BFI 53rd London Film Festival Londres, Reino Unido 2009
- Heartland Film Festival Indianápolis, Indiana 2009 Crystal Heart Award (Vencedor)
- Bergen International Film Festival Bergen, Noruega 2009
- Sheffield Doc/Fest, Sheffield, Reino Unido 2009
- Global Visions Film Festival Edmonton, Canadá 2009
- IDFA- Amsterdã, Holanda 2009
- Stockholm International Film Festival- Estocolmo, Suécia
- Dominican Republic International Film Festival
- Santo Domingo, República Dominicana 2009
- Palm Springs International Film Festival Palm Springs, Califórnia 2010
- Sedona International Film Festival Sedona, Arizona 2010 (Vencedor) Director's Choice Award
- DOCNZ Auckland/Wellington, Nova Zelândia 2010
- Kosmorama Trondheim International Film Festival Trondheim, Noruega 2010
- Beldocs, International Feature Documentary Film Festival Belgrado, Sérvia
- Norwegian Documentary Volda, Noruega 2010